# Mouhotina
Mouhotina is een geslacht van kevers uit de familie bladkevers (Chrysomelidae).
De wetenschappelijke naam van het geslacht werd in 1885 gepubliceerd door Lefevre.

## Soorten
- Mouhotina minuta Kimoto & Gressitt, 1982